# Haiti na Letnich Igrzyskach Olimpijskich 2004
Haiti na Letnich Igrzyskach Olimpijskich 2004 reprezentowało 8 sportowców.

## Skład kadry

### Boks
Mężczyźni:
- André Berto - kategoria do 69 kg - odpadł w Last 32

### Judo
Mężczyźni:
- Ernst Laraque - kategoria do 73 kg - odpadł w Last 32
- Joel Brutus - kategoria +100 kg - odpadł w Last 32

### Lekkoatletyka
Mężczyźni:
- Dudley Dorival - bieg na 110 m przez płotki - Półfinał: 13.39
- Dadi Denis - bieg na 400 m - Runda 1: 47.57
- Moise Joseph - bieg na 800 m - Runda 1: 1:48.20

Kobiety:
- Nadine Faustin - bieg na 100 m przez płotki - Półfinał: 12.74

### Taekwondo
Mężczyźni:
- Tudor Sanon - kategoria 80 kg - odpadł w Last 16